# Hans-Joachim Watzke

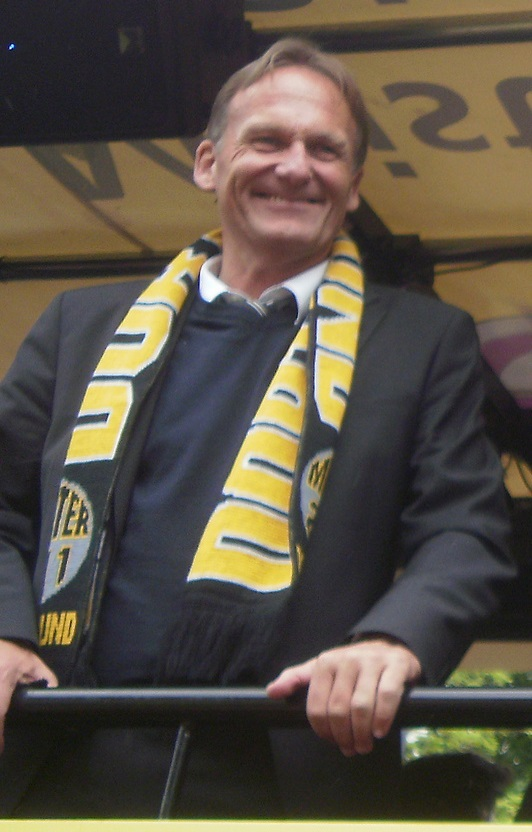
Hans-Joachim Watzke (2011)

Hans-Joachim „Aki“ Watzke (* 21. Juni 1959 in Marsberg, Nordrhein-Westfalen) ist ein deutscher Unternehmer und seit 2005 Geschäftsführer des Fußball-Bundesligisten Borussia Dortmund. Zudem ist er Sprecher des Präsidiums des DFL Deutsche Fußball Liga e. V. und Vorsitzender des Aufsichtsrats der DFL Deutsche Fußball Liga GmbH. Seitdem ist er auch erster Vizepräsident des Deutschen Fußball-Bundes.

## Leben
Nach dem Abitur im Jahr 1978 absolvierte Watzke ein Studium der Betriebswirtschaftslehre an der Universität Paderborn, das er als Diplom-Kaufmann abschloss. Anschließend arbeitete Watzke sechs Jahre als Angestellter in einem Unternehmen für Feuerwehrschläuche und Arbeitsschutzbekleidung.
Im Alter von dreißig Jahren machte er sich in dieser Branche selbstständig und gründete die Watex Schutz-Bekleidungs GmbH, die Arbeitsschutzbekleidung und Feuerwehruniformen produziert. Das mittelständische Unternehmen hat seinen Sitz im sauerländischen Marsberg, produziert aus Kostengründen aber an einem Standort in Albanien (zuvor in Griechenland). Viele Jahre war Watzke als Geschäftsführer dieses Unternehmens tätig, welches inzwischen von seiner Ehefrau Annette geführt wird. Auch der gemeinsame Sohn stieg in das Familienunternehmen ein.
Ab 2001 war Watzke zudem Schatzmeister des BVB, bis er schließlich am 15. Februar 2005 zum Geschäftsführer der Borussia Dortmund GmbH & Co. KGaA berufen wurde, dessen Tätigkeiten er bereits am 11. Februar 2005 frühzeitig aufgenommen hatte. Das Amt des Schatzmeisters gab er letztlich am 20. November 2005 an Reinhold Lunow ab. Des Weiteren führt Watzke die Geschäfte des hundertprozentigen Tochterunternehmens BVB Stadion Holding GmbH in Personalunion. Sein Vertrag als Vorsitzender der Geschäftsführung der Borussia Dortmund Geschäftsführungs-GmbH lief bis zum 31. Dezember 2022, wurde aber im Mai 2021 vorzeitig bis zum 31. Dezember 2025 verlängert.
Gemeinsam mit dem Vereinspräsidenten Reinhard Rauball sowie dem Finanz-Geschäftsführer Thomas Treß bewahrte Watzke Borussia Dortmund im Jahre 2006 durch Umstrukturierung der Verbindlichkeiten vor der Insolvenz. In den folgenden Jahren konnte der BVB die Altlasten des Unternehmens stetig weiter reduzieren und zu einem der führenden Clubs werden.
Watzke gilt als Verfechter der 50+1-Regel, die den Einfluss von Investoren auf das operative Geschäft eines Bundesligisten beschränkt. Weiterhin tritt er als Kritiker der aktuell gültigen Verteilung von Fernsehgeldern in der Fußball-Bundesliga auf, die seiner Meinung nach Traditionsvereine wie Schalke 04 oder Borussia Dortmund im Vergleich zu weniger anhängerstarken, aber finanziell besser gestellten Clubs wie dem VfL Wolfsburg, Bayer 04 Leverkusen oder der TSG 1899 Hoffenheim benachteiligt. Seine Aussagen auf der Hauptversammlung des BVB im November 2009 wurden vielfach kritisiert; so wurde er beispielsweise von Bundesliga-Kollegen aus Wolfsburg und Hoffenheim, aber auch in den Medien, z. B. von Reinhold Beckmann in der Sportschau, als Populist bezeichnet.
Während der COVID-19-Pandemie in Deutschland gab Watzke Mitte März 2020 an, zugunsten der Allgemeinheit auf ein Drittel seines Gehalts verzichten zu wollen. Die Pandemie führte zur Stilllegung des deutschen Ligabetriebs und verursachte finanzielle Einschnitte in allen Gesellschaftsschichten.
Watzke ist seit Dezember 2021 1. Stellvertretender Sprecher des Präsidiums des DFL Deutsche Fußball Liga e. V. und Vorsitzender des Aufsichtsrats der DFL Deutsche Fußball Liga GmbH. Seitdem ist er auch 1. Vizepräsident des Deutschen Fußball-Bundes.
Als Vizepräsident forcierte er die Abschaffung des von Oliver Bierhoff für die deutsche Fußballnationalmannschaft erdachten Marketingslogans Die Mannschaft. Auf Betreiben Watzkes trat Bierhoff im Dezember 2022, nach dem frühen Ausscheiden der deutschen Fußballnationalmannschaft bei der Fußball-Weltmeisterschaft 2022 als Sportdirektor des DFB zurück. Auch die Entscheidung, Donata Hopfen als Vorsitzende der DFL abzusetzen, ging auf Watzke zurück. Als Geschäftsführer des BVB, Vizepräsident des DFB, Aufsichtsrat der DFL und Abgesandter des DFB bei der UEFA gilt Watzke spätestens seit dem Jahr 2022 als einflussreichste Person im Deutschen Fußball.
Für sein Engagement gegen Antisemitismus erhielt Watzke 2022 die Josef-Neuberger-Medaille sowie im Jahr 2024 den Leo-Baeck-Preis des Zentralrats der Juden in Deutschland.
Anfang Januar 2024 gab Watzke bekannt, dass er seinen Vertrag als Geschäftsführer von Borussia Dortmund, der bis Ende 2025 datiert ist, nicht verlängern wird. Er scheidet demnach im Herbst 2025 aus.

## Persönliches
Hans-Joachim Watzke ist ein Sohn des 2014 verstorbenen Politikers Hans Watzke. Er lebt überwiegend in Dortmund, ist jedoch mit Hauptwohnsitz im Ortsteil Erlinghausen seiner Geburtsstadt Marsberg gemeldet. Watzke ist verheiratet und Vater von Zwillingen.
Laut eigener Aussage wurde Watzke 1976 Mitglied der Jungen Union. Watzke ist seit 1975 Mitglied der CDU und seit 1996 Vereinsmitglied beim BVB. Zudem war er von 1995 bis 2023 erster Vorsitzender des unterklassigen SV Rot-Weiß Erlinghausen, für den er als aktiver Fußballer im Amateurbereich selbst 30 Jahre lang gespielt hat. Er wurde zum Ehrenvorsitzenden seines Heimatvereines ernannt.
Im Oktober 2019 stellte Watzke seine zusammen mit Michael Horeni verfasste Autobiografie vor.

## Veröffentlichung
- Echte Liebe: Ein Leben mit dem BVB, zusammen mit Michael Horeni, C. Bertelsmann Verlag, München 2019, ISBN 978-3-570-10388-3.